# Grkokatoličko sjemenište u Zagrebu
Grkokatoličko sjemenište u Zagrebu središnja je odgojna ustanova Križevačke eparhije i najstarija ustanova grkokatoličke Crkve u Hrvatskoj koja potječe još iz doba Marčanske eparhije. Ova grkokatolička bogoslovija jedno je od najstarijih katoličkih sjemeništa (seminarium maius) istočnog obreda u svijetu.
Nalazi se u zagrebačkoj četvrti Gornji Grad – Medveščak u Ćirilometodskoj ulici, između Kule Lotrščak i Trga svetog Marka. Zajedno sa Zagrebačkom grkokatoličkom konkatedralom koja se nalazi uz sjemenište, ovaj je sakralni kompleks zaštićeno kulturno dobro Republike Hrvatske.

## Povijest
Grkokatoličko sjemenište u Zagrebu na Gornjem gradu osnovao je godine 1681. marčanski vladika Pavao Zorčić kupivši od plemenite obitelji Patačić kuću. Kuća je preuređena u sjemenište, gdje se nalazila i kapela za bogoslužja. Od početka su u sjemeništu živjeli i obrazovali se ne samo srednjoškolci nego i svećenički kandidati.
U lipnju 1706. godine požar je u potpunosti uništio sjemenište, no zgrada je ubrzo obnovljena.
Godine 1766. sjemenište je teško stradalo u požaru. Preostala je samo prizemna prostorija u istočnom dijelu, danas dvorana. Od 1768. do 1774. vladika Bazilije Božićković (1759. – 1785.) od temelja je gradio novu zgradu na dva kata. U njemu se nalazila i kapela sv. Bazilija Velikoga (Vasilija Velikog) na mjestu današnje konkatedrale. Značajni rektor ovog doba je bio Atanasije Gvozdanović, koji je kasnije bio rektor Kraljevskog grkokatoličkog sjemeništa u Beču (Barbareum).
Godine 1828., u vrijeme križevačkoga vladike Konstantina Stanića (1814. – 1830.), dograđen je sjeverni dio Sjemeništa i u njegovoj visini crkva sv. Vasilija Velikoga, posvećena 1830. godine. Grkokatoličko sjemenište aktivno je sudjelovalo u Hrvatskom narodnom preporodu. Veliki rektori toga doba bili su Tadija Smičiklas i Anton Franki.
U potresu u Zagrebu 1880. stradalalo je sjemenište i crkva sv. Vasilija Velikog. Vladika Ilija Hranilović (1850. – 1889.) obnavlja sjemenište i gradi novu crkvu sv. Ćirila i Metoda po planovima arhitekta  Hermanna Bolléa.
Krajem 20. st. dograđena je zapadna zgrada i započeta je temeljita obnova sjemeništa i konkatedrale sv. Ćirila i Metoda. Sjemenište je bilo teško oštečeno pri Velikom potresu u Zagrebu 2020. te je privremeno bilo zatvoreno zbog temeljite obnove.

## Sakralni muzej
U sklopu sjemeništa osnovan je 2021. godine Sakralni muzej. U muzeju se među mnogobrojnim vrijednostima nalazi naprsni križ iz 12. stoljeća, ikona Krista Emanuela iz 16. stoljeća te slika Žumberačke Bogorodice koju su Uskoci iz Dalmacije donijeli u Žumberak 1530. godine.
U muzejskom se fundusu nalaze predmeti od metala (križevi, kovanice, kaleži), predmeti od drva (ikone), predmeti od papira (knjige) te predmeti od tkanine (crkvena odjeća, plaštanice, antiminsi).
Jedna od zbirki ikona iz fundusa muzeja sastoji se od 33 ikone koje su nastale od 16. do 20. stoljeća, uglavnom na području Rusije i Transilvanije. Ikone su u njavećoj mjeri izrađene u tehnici tempere na drvetu i ulje na drvu, a jedan dio ikona je posrebren ili pozlaćen. Ova je zbirka ikona zaštićeno kulturno dobro Republike Hrvatske, upisano u Registar kulturnih dobara pod rednim brojem Z-3883. U muzeju se nalazi i zbirka od trinaest Grabarskih (žumberačkih) ikona nastalih od 17. do 19. stoljeća na području Balkana i Rusije. Ikone su naziv dobile po žumberačkom selu Grabar (Golubići) gdje su se godinama nalazile u privatnom vlastištvu.

## Rektori
1. Đuro Germiniković  (1688. – ?)
2. P. Teodor Strahinić OSBM (oko 1700.)
3. Grgur Jugović (1702. – ?)
4. Franjo Novak (1710. – ?)
5. Teofil Pašić (1738. – 1739.)
6. Simeon Bulić (1742. – ?)
7. Ignacije Latković (1772. – 1776.)
8. Atanazije Gvozdanović (1776. – 1779.)
9. Silvestar Bubanović (1780. – 1781.)
10. Janko Rajaković (1781. – 1782.)
11. Konstantin Stanić (1782. – 1785.)
12. Antun Tumara (1800. – 1807.)
13. Tomo Čučić (laik, 1794. – 1796.)
14. Gabre Smičiklas (1809. – 1810.)
15. Konstantin Poturičić (1810. – 1812.)
16. Simeon Čučić (1812. – 1821.)
17. Bazilije Božičković (1830. – 1831.)
18. Nikola Malić (1831. – 1837.)
19. Janko Goleš (1837. – 1846.)
20. Janko Predović (1846. – 1849.)
21. dr. Petar Stić (1849. – 1851.)
22. Pavao Bratelj (1851. – 1860.)
23. Bazilije Poturičić (1860. – 1861.)
24. Marko Stanić (1861. – 1866.)
25. Tomo Vidović (1866. – 1871.)
26. prof. Gabro Smičiklas (1871. – 1877.)
27. ak. prof. dr. Tadija Smičiklas (1877. – 1882.)
28. Vladimir Laboš (1882. – 1885.)
29. prof. dr. Anton Franki (1885. – 1891.)
30. Andrija Segedi (1891. – 1897.)
31. dr. Dane Šajatović (1897. – 1902.)
32. vl. dr. Dionizije Njaradi (1902. – 1914.)
33. dr. Tomo Severović (1914. – 1924.)
34. dr. Ivan Djuro Višošević OSBM (1924. – 1956.)
35. Ivan Krstitelj Pavković (1956. – 1990.)
36. vl. Nikola Kekić (1990. – 2019.)
37. dr. Robert Rapljenović (2019. – 2020.)
38. Daniel Vranešić (2020. – 2024.)
39. Vladimir Simunović (2024. – 2025.)
40. Nenad Krajačić (2025. – danas)

## Galerija
- Grkokatoličko sjemenište u Zagrebu 1920-ih godina
- Biskup Dionizije Njaradi, rektor Višošević (lijevo od biskupa) i pitomci Grkokatoličkog sjemeništa u Zagrebu

## Galerija Sakralnog muzeja Grkokatoličkog sjemeništa
- Tabla na ulazu u muzej
- Eksponat muzeja - ikona
- Eksponat muzeja - ikona
- Eksponat muzeja - ikona
- Eksponat muzeja - ikona
- Eksponat muzeja
- Eksponat muzeja - ikona
- Eksponat muzeja - Blagdanska ikona
- Eksponat muzeja - ikona
- Eksponat muzeja
- Časoslov iz 18. stoljeća
- Antimins iz 1740. godine
- Eksponat muzeja
- Eksponati muzeja
- Eksponati muzeja -

## Vanjske poveznice
- Križevačka eparhija o Eparhijskom sjemeništu